# HD 78633
HD 78633，又名BD+72 444，SAO 6784、HR 3633，是一颗恒星，视星等为6.55，位于銀經141.5，銀緯36.59，其B1900.0坐标为赤經9h 4m 19.8s，赤緯+72° 36.59′ 58″。